# 霍爾特達爾峰
71°47′S 8°58′E / 71.783°S 8.967°E
霍爾特達爾峰（英語：Holtedahl Peaks）是南極洲的山峰，位於東部南極洲的毛德皇后地，處於庫爾策山脈的北部，該山峰以挪威的地質學教授命名。